# بليوشكين
العثور على المصادر:  «بليوشكين»  -  الأخبار  · الصحف  · الكتب  · الباحث  · جستور (ديسمبر 2009) (تعرف على كيفية ووقت إزالة رسالة القالب هذه)

## بليوشكين
من ويكيبيديا، الموسوعة الحرة
ستيبان بليوشكين (بالروسية: Степан Плюшкин) هي شخصية خيالية في رواية نيكولاي جوجول الأرواح الميتة . وهو مالك أرض يقوم بجمع وحفظ كل ما يجده بحماسة، لدرجة  أنه عندما يرغب في الاحتفال بصفقة ما مع بطل الرواية تشيتشيكوف، يأمر أحد أقنانه بالعثورعلى كعكة أحضرها زائر قبل عدة سنوات، وأن يزيلها من القالب، ويحضره لهم. وفي الوقت نفسه، فإن عزبته في حالة مزرية بشكل لا يصدق. فالقمح المحصود قد تعفن على الأرض إضافة إلى ضياع إمكانية الحصول على أي دخل.

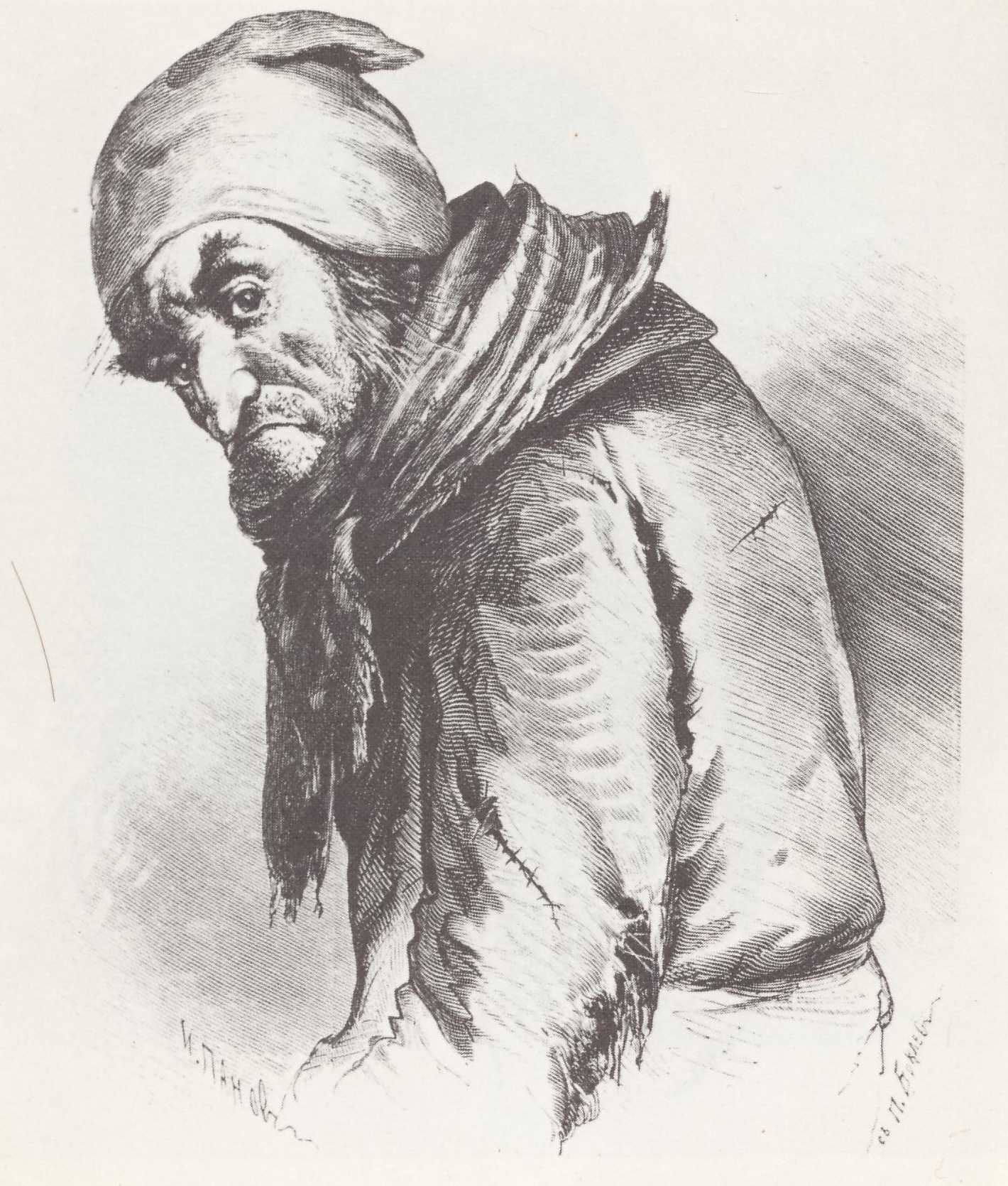
بليوشكين ، رسم بيوتر بوكليفسكي (1895).

واسمه الأخير مأخوذ من الكلمة الروسية التي تعني «كعكة القرفة» (плюшка) أو قد يكون مأخوذًا الكلمة الدالة على نسيج «القطيفة» الفخم.

## الخلفية
كان لبليوشكين ابنتان وابن، ولكن بعد وفاة زوجته أصبح بخيلًا مشبوهًا. توفيت الابنة الصغرى وغادر الأخوان الآخران المنزل. زارته ابنته ألكسندرا ستيبانوفنا عدة مرات جالبة له الهدايا والأحفاد، لكنها لم تتلق منه أية أموال في المقابل، وبعدها توقفت عن زيارته. وعندما يلتقي تشيتشيكوف بليوشكين، يخطئ في أمره ويحسبه مدبر المنزل بسبب لباسه الرديء.

## متلازمة بليوشكين
يستعمل اسم «بليوشكين» اليوم في روسيا بشكل هزلي للإشارة إلى الأشخاص الذين يجمعون ويكدسون العديد من الأشياء غير المفيدة، وهو سلوك يعرف بالإكتناز القهري. وفي بعض الأحيان تستعمل المصطلحات «أعراض بليوشكين» أو «متلازمة بليوشكين» لوصف مثل هؤلاء الأشخاص
(سايبولسكا إي "شيخ القذارة: ومتلازمة بليوشكين هي ليست متلازمة ديوجين نفسها) 
المصدر: Psychiatric Bulletin.1998;22:319-320".
وفي اللغة الإنجليزية، تستعمل المصطلحات "pack rat" أي الإكتناز القهري  و"hoarder" أي المكتنز لوصف مثل هؤلاء الأشخاص.
|  | هذه المقالة عن شخصية خيالية من رواية هي كعب . يمكنك مساعدة ويكيبيديا بتوسيعها. انظر إرشادات الكتابة عن الروايات. يمكن العثور على مزيد من الاقتراحات في صفحة نقاش المقال. |

الفئات:
- الوسواس القهري | الثقافة الروسية  | اكتناز القهري | أدخلت الشخصيات الأدبية عام 1842 | الشخصيات في الروايات الروسية في القرن التاسع عشر | الوسواس القهري في الخيال | بذرة شخصية رواية .